# Terebești
Terebești é uma comuna romena localizada no distrito de Satu Mare, na região histórica da Transilvânia. A comuna possui uma área de 55.41 km² e sua população era de 1586 habitantes segundo o censo de 2007.